# Lars Leffler
Lars Axel Håkan Leffler, född 24 juli 1945 i Ljusnarsbergs församling i Örebro län, död 10 december 2007 i Torsby församling i Västra Götalands län, var en svensk militär.

## Biografi
Leffler avlade marinofficersexamen vid Sjökrigsskolan 1971 och utnämndes samma år till fänrik vid Älvsborgs kustartilleriregemente, där han befordrades till löjtnant 1972. År 1973 eller 1974 överfördes han till Vaxholms kustartilleriregemente, där han tjänstgjorde eller var placerad till slutet av 1980-talet. Han befordrades till kapten 1974, major 1982 och överstelöjtnant 1986. Han tjänstgjorde i Taktikavdelningen vid Kustartilleriets skjutskola 1981–1982 och vid Kustartilleriets vapenavdelning i Sektion 5 i Marinstaben 1982–1983 samt var chef för Marindetaljen i Mark- och byggnadsavdelningen i Planeringssektion 2 i Försvarsstaben 1983–1985, varefter han var lärare på Marinlinjen vid Militärhögskolan 1985–1986. I slutet av 1980-talet var han chef för Studiedetaljen i Studieavdelningen i Planeringssektionen i Marinstaben. Under år 1992 var Leffler chef för Älvsborgs kustartilleriregemente.[källa behövs] Från 1994 var han stabschef vid Göteborgs marinbrigad med Älvsborgs kustartilleriregemente. I slutet av 1990-talet var han placerad vid Älvsborgs kustartilleriregemente och tjänstgjorde vid Försvarshögskolan.